# Cantó de Nontron
El cantó de Nontron és un cantó francès del departament de la Dordonya, a la regió d'Aquitània. Està inclòs al districte de Nontron, té 15 municipis. El cap cantonal és Nontron.

## Municipis
- Ajac de Bandiat
- Auginhac
- Lu Bordelh
- Conasac
- Auta Fàia
- Javerlhac e la Chapela Sent Robert
- Luçac e Nontroneu
- Nontron
- Sent Estefe
- Sent Front de Champs Niers
- Sent Marçau de Valeta
- Sent Martin lu Pench
- Savinhac de Nontronh
- Vers Ceus Sent Angeu
- Taijac

## Història
| Data d'elecció                           | Identitat  | Partit | Qualitat |
| ---------------------------------------- | ---------- | ------ | -------- |
| 1979-                                    | René Dutin | PCF    |          |
| les dades anteriors no són pas conegudes |            |        |          |
|                                          |            |        |          |

## Demografia
| 1962   | 1968   | 1975  | 1982  | 1990  | 1999  | 2006  |
| ------ | ------ | ----- | ----- | ----- | ----- | ----- |
| 10.660 | 10.240 | 9.885 | 9.574 | 9.435 | 9.099 | 9.088 |